# Taycheedah (Wisconsin)
Taycheedah es un pueblo ubicado en el condado de Fond du Lac en el estado estadounidense de Wisconsin. En el Censo de 2010 tenía una población de 4205 habitantes y una densidad poblacional de 46,01 personas por km².

## Geografía
Taycheedah se encuentra ubicado en las coordenadas 43°50′13″N 88°20′24″O / 43.83694, -88.34000. Según la Oficina del Censo de los Estados Unidos, Taycheedah tiene una superficie total de 91.39 km², de la cual 77.63 km² corresponden a tierra firme y (15.05%) 13.76 km² es agua.

## Demografía
Según el censo de 2010, había 4205 personas residiendo en Taycheedah. La densidad de población era de 46,01 hab./km². De los 4205 habitantes, Taycheedah estaba compuesto por el 97.88% blancos, el 0.24% eran afroamericanos, el 0.17% eran amerindios, el 0.74% eran asiáticos, el 0% eran isleños del Pacífico, el 0.21% eran de otras razas y el 0.76% pertenecían a dos o más razas. Del total de la población el 1.71% eran hispanos o latinos de cualquier raza.